# أنوري الأبيوردي
أنوري الأبيوردي هو أوحد الدين علي بن محمد الخافاراني أو أوحد الدين علي بن محمود، وهو واحد من أعظم الشعراء الفرس[ ؟ ] كما برز كفلكي أيضاً.
ولد سنة 1126 ميلادية في مدينة أبيارد (والتي توجد الآن في تركمنستان، وتوفي سنة 1189 ميلادية في مدينة كراشينيان بلخ (والتي توجد الآن في أفغانستان). درس العلم والأدب في المدرسة المذهبية في مدينة طون (والتي تسمى اليوم مدينة فردوس[ ؟ ] في إيران)، وأصبح فلكياً مشهوراً كما برع أيضاً في الشعر.
كان أنوري كاتبًا ملمًّا في كتابة العديد من الأنواع الأدبية، وتميز بشكلٍ خاص في فن القصيدة والغزل (القصيدة الغنائية). تُظهر قصائده براعة رسمية كبيرة في حين تُعرف كلماته البسيطة نسبيًا بحنانها وسحرها. يوجد في القصائد التي جُمعت من ديوان أنوري ما يُقارب 632 صفحة من القصائد والغزل والرباعيات والقطع الشعرية (القصائد الأقصر) والمقاطع.
كرّس أنوري عمله في بداية حياته المهنية كشاعر للسلطان سنجار من أسرة السلجوق العظيمة (من القرن 11 إلى القرن 13). بدأ لاحقًا في تأليف أعمال ساخرة ولاذعة تنتقد بشدة جميع جوانب النظام الاجتماعي. كانت قصيدته الأطول هي رثاء عن الدمار الذي حدث في خراسان وإلى حد كبير في شمال شرق فارس (إيران الآن) في عام 1153 بسبب غزو رجال قبائل الأوغوز.
لم يعتقد أنوري بأن الشعر هو أسمى المهارات الموجودة واستهزأ بحياة شعراء البلاط، ولكنه أشار باستياء وبسخرية إلى أن مناصرة هذه الطبقة كانت الوسيلة الوحيدة للحصول على ثروة كافية. وهكذا بقي شاعراً في البلاط حتى وقت لاحق من حياته. أجبرته الظروف بعد ذلك على اتباع المسار الأكثر استقلالية وربما الأكثر تفضيلاً للأديب ثم أنهى حياته في عزلة هادئة.

## قصائده
جمعت أشعار أنوري في الديوان وقد احتوت على المناظرات، والمدح والهجاء وغيرها من أغراض الشعر. واعتبرت قصيدته الرثائية (دموع خراسان)- والتي ترجمت إلى اللغة الإنجليزية سنة 1789 م- واحدة من أجمل القصائد التي قيلت في الأدب الفارسي.
اعتبر قسم تاريخ إيران في جامعة كامبردج أنوري واحداً من أعظم الرموز في الأدب الفارسي. وعلى الرغم من جمال قصائده إلا أن قراءتها تحتاج على الأغلب إلى مساعدة خاصة لفهم معانيها، حيث أنها غالباً ما تكون معقدة وصعبة الفهم.

## حياته ووفاته
مناظرات أنوري التي أقامها بحضور السلطان السلجوقي سلطان سانجار (1117- 1157)- حاكم خراسان[ ؟ ]، حازت على استحسانه الملكي، والتمتع بحق التعيين في الوظائف الحكومية مع اثنين من ورثة العرش السنجري.
وكيفما كان، وعندما فشل تنبؤه بالكوارث في أكتوبر سنة 1158 م، رحل بعيداً بسفينة الملك باستحسان منه؛ وأجبر على عيش بقية حياته في خدمة الثقافة، وفي نهاية الأمر قبض البارئ روحه سنة 1189 م.